# USE1
USE1 (англ. Unconventional SNARE in the ER 1) – білок, який кодується однойменним геном, розташованим у людей на короткому плечі 19-ї хромосоми. Довжина поліпептидного ланцюга білка становить 259 амінокислот, а молекулярна маса — 29 371.
| 10         |  | 20         |  | 30         |  | 40         |  | 50         |
| ---------- |  | ---------- |  | ---------- |  | ---------- |  | ---------- |
| MAASRLELNL |  | VRLLSRCEAM |  | AAEKRDPDEW |  | RLEKYVGALE |  | DMLQALKVHA |
| SKPASEVINE |  | YSWKVDFLKG |  | MLQAEKLTSS |  | SEKALANQFL |  | APGRVPTTAR |
| ERVPATKTVH |  | LQSRARYTSE |  | MRSELLGTDS |  | AEPEMDVRKR |  | TGVAGSQPVS |
| EKQLAAELDL |  | VLQRHQNLQE |  | KLAEEMLGLA |  | RSLKTNTLAA |  | QSVIKKDNQT |
| LSHSLKMADQ |  | NLEKLKTESE |  | RLEQHTQKSV |  | NWLLWAMLII |  | VCFIFISMIL |
| FIRIMPKLK  |  |            |  |            |  |            |  |            |

A: Аланін

C: Цистеїн

D: Аспарагінова кислота

E: Глутамінова кислота

F: Фенілаланін

G: Гліцин

H: Гістидин

I: Ізолейцин

K: Лізин

L: Лейцин

M: Метіонін

N: Аспарагін

P: Пролін

Q: Глутамін

R: Аргінін

S: Серин

T: Треонін

V: Валін

W: Триптофан

Задіяний у таких біологічних процесах, як транспорт, транспорт білків, транспорт між ендоплазматичним ретикулумом і апаратом Гольджі, альтернативний сплайсинг. 
Локалізований у мембрані, ендоплазматичному ретикулумі.